# Vyronas
Vyronas (Grieks: Βύρωνας of Βύρων), oudere vormen: Viron en Vyron is een voorstad en gemeente (dimos) ten oosten van Athene, in de Griekse bestuurlijke regio (periferia) Attica. De plaats is genoemd naar George Gordon Byron, de Engelse schrijver.
Ten oosten van de plaats ligt de berg Imittos.